# Amour et Piano
Amour et Piano est une pièce de théâtre de Georges Feydeau (1883).

## Argument
Une jeune femme qui attend « un maestro » se voit donner de bien étranges leçons de piano par un homme qui croit être chez une « actrice légère ».

## Analyse
Cette saynète, comme souvent chez Feydeau et chez Georges Courteline, s’articule autour des rapports hommes-femmes et de la difficulté qu’ils ont à se comprendre. En effet, Courteline et Feydeau parlent des relations de couples, du désordre amoureux et insistent sur l’incommunicabilité entre les sexes. Ceci est sûrement dû au fait qu’aucun des deux auteurs n’a réussi son mariage.